# Mont McClintock
El Mont McClintock, Mount McClintock és la muntanya m's alta (3.492 m) del Territori Antàrtic Australià. La seva prominència és de 1621 m i es troba a la Serralada Britannia, Britannia Range. És elmés alt de tots els pics d'Austràlia. El va descobrir l'expedició Discovery (1901–04) i el seu nom és en honor de l'Almirall Sir Leopold McClintock de la Royal Navy, un membre del Ship Committee per a l'expedició.